# Équipe de France de football de l'Assemblée nationale
L'équipe de France de football de l'Assemblée nationale est une sélection nationale mixte de football créée en juin 2014, composée de députés français.

## Présentation
Créée pour « transmettre un message positif via le football et montrer un autre visage de la politique », l'équipe est entraînée par Guy Roux. Elle est composée de 34 députés, avec notamment la présence de femmes comme les socialistes Marie-Arlette Carlotti, Marietta Karamanli, Sandrine Mazetier, les UMP Virginie Duby-Muller et Isabelle Le Callennec ainsi que l'écologiste Barbara Pompili.
En juin 2015, elle est homologuée par la Fédération française de football (FFF), comme étant la 17e sélection nationale.

## Effectif

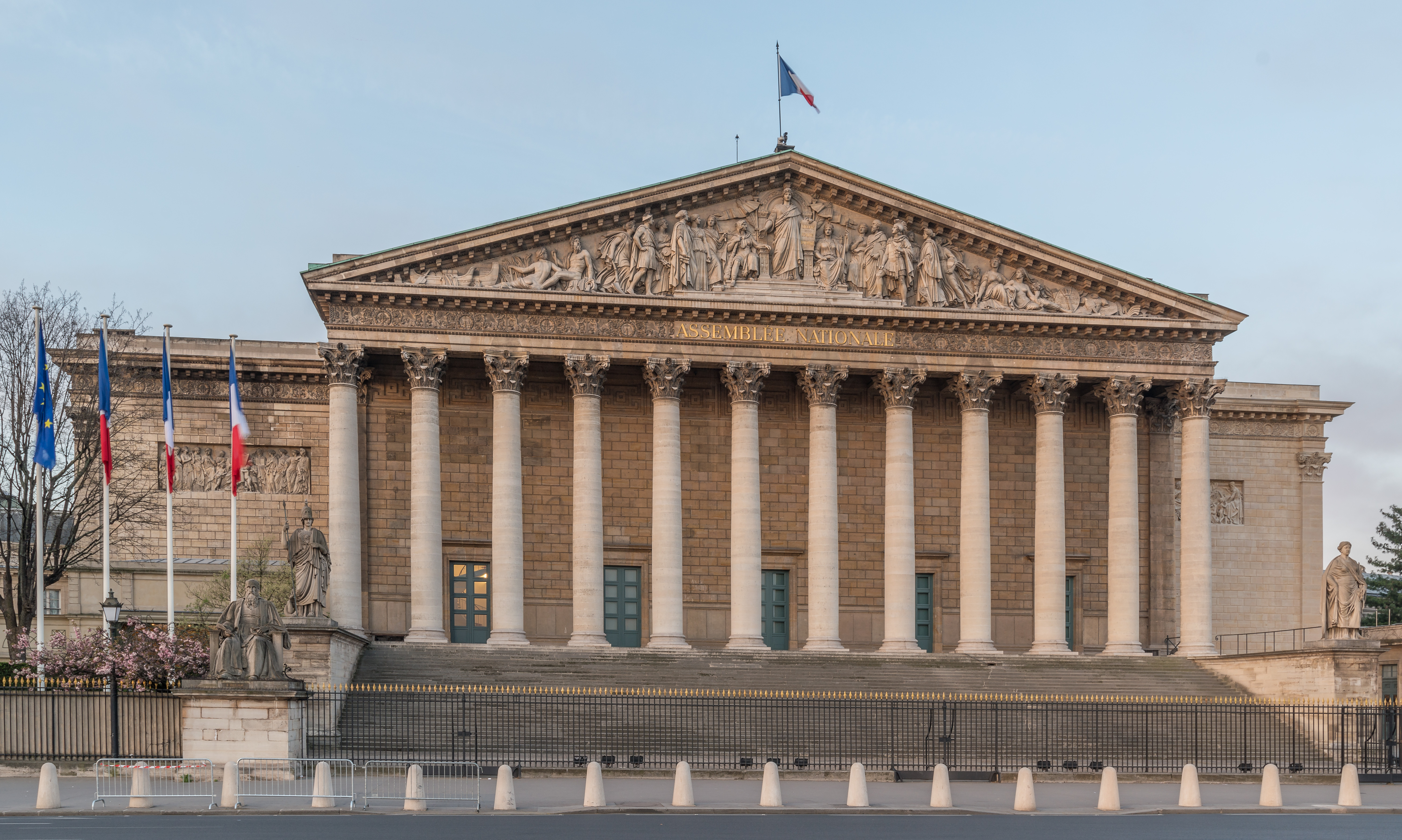
Palais Bourbon dans le 7e arrondissement de Paris.

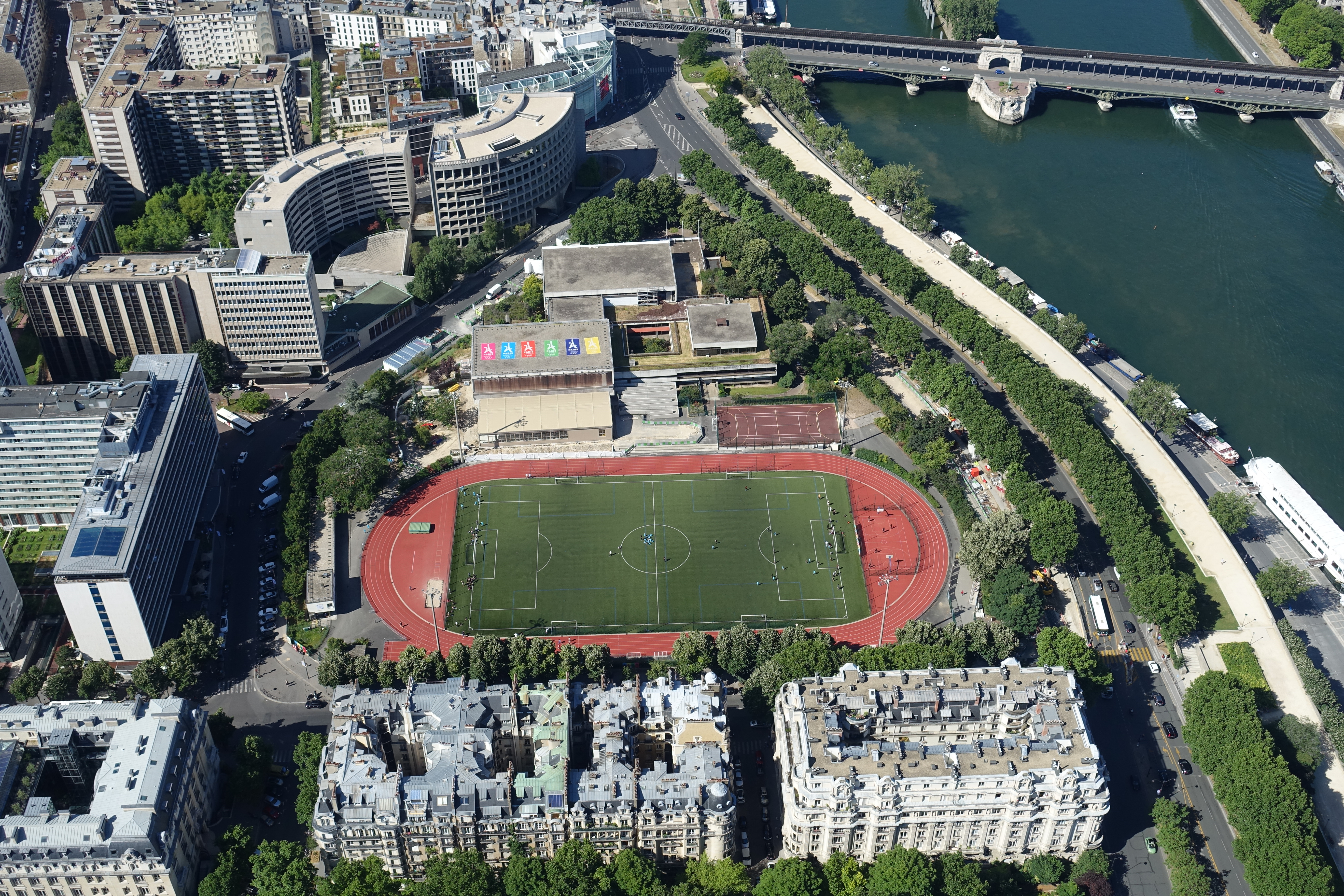
Stade Émile-Anthoine dans le de Paris.

### 2014
Les 34 députés, sélectionnés par Régis Juanico et entraînée par Guy Roux, sont :
- Régis Juanico (Loire)
- Pouria Amirshahi (Français de l'étranger)
- Christian Assaf (Hérault)
- Alexis Bachelay (Hauts-de-Seine)
- François Baroin (Aube)
- Nicolas Bays (Pas-de-Calais)
- Christophe Borgel (Haute-Garonne)
- Marie-Arlette Carlotti (Bouches-du-Rhône)
- Christophe Cavard (Gard)
- Luc Chatel (Haute-Marne)
- Virginie Duby-Muller (Haute-Savoie)
- Hervé Féron (Meurthe-et-Moselle)
- Hugues Fourage (Vendée)
- Jean-Marc Germain (Hauts-de-Seine)
- Razzy Hammadi (Seine-Saint-Denis)
- Marietta Karamanli (Sarthe)
- François-Michel Lambert (Bouches-du-Rhône)
- Pierre-Yves Le Borgn' (Français de l'étranger)
- Isabelle Le Callennec (Ille-et-Vilaine)
- Bruno Le Roux (Seine-Saint-Denis)
- Arnaud Leroy (Français de l'étranger)
- Sandrine Mazetier (Paris)
- Édouard Philippe (Seine-Maritime)
- Barbara Pompili (Somme)
- François Pupponi (Val-d'Oise)
- Eduardo Rihan Cypel (Seine-et-Marne)
- Gwendal Rouillard (Morbihan)
- Nicolas Sansu (Cher)
- Lionel Tardy (Haute-Savoie)
- Thomas Thévenoud (Saône-et-Loire)
- Olivier Véran (Isère)
- Fabrice Verdier (Gard)
- Patrick Vignal (Hérault)
- Éric Woerth (Oise)

### 2017
Après les élections législatives de 2017, une nouvelle équipe est créée, sélectionnée par Juanico et Gwendal Rouillard. Elle est composée de trente-six hommes et d'une femme, venant des sept groupes de l'Assemblée, excepté celui des Constructifs. Toujours entraînée par Guy Roux, elle est composée de :
- Gardiens :
  - Régis Juanico (PS, Loire), François-Michel Lambert (LREM, Bouches-du-Rhône)
- Défenseurs :
  - Sylvain Maillard (LREM, Paris), Bertrand Sorre (LREM, Manche), Julien Dive (LR, Aisne), Grégory Galbadon (LREM, Manche), Éric Coquerel (FI, Seine-Saint-Denis), Erwan Balanant (MoDem, Finistère), Pierre-Henri Dumont (LR, Pas-de-Calais)
- Milieux :
  - Ugo Bernalicis (FI, Nord), Bertrand Bouyx (LREM, Calvados), Sébastien Nadot (LREM, Haute-Garonne), Hervé Berville (LREM, Côtes-d'Armor), Jacques Krabal (LREM, Aisne), Stéphane Mazars (LREM, Aveyron), Jean Terlier (LREM, Tarn), Stéphane Viry (LR, Vosges), Pieyre-Alexandre Anglade (LREM, Français établis hors de France), Dimitri Houbron (LREM, Nord), Xavier Breton (LR, Ain), François Ruffin (FI, Somme), Nicolas Turquois (LREM, Vienne), Gwendal Rouillard (LREM, Morbihan), Mickaël Nogal (LREM, Haute-Garonne), Jean-Marc Zulesi (LREM, Bouches-du-Rhône)
- Attaquants :
  - Olivier Véran (LREM, Isère), Adrien Taquet (LREM, Hauts-de-Seine), Pierre-Alain Raphan (LREM, Essonne), Cédric Roussel (LREM, Alpes-Maritimes)
- Sans poste défini :
  - Jean-François Portarrieu (LREM, Haute-Garonne), Aurélien Pradié (LR, Lot), Jean-Philippe Ardouin (LREM, Charente-Maritime), Ian Boucard (LR, Territoire de Belfort), Marietta Karamanli (PS, Sarthe), Marc Le Fur (LR, Côtes-d'Armor), Arnaud Viala (LR, Aveyron)

### 2022
Le 6e match a eu lieu le 28 septembre 2022 au stade Émile-Anthoine à Paris. L'équipe est entraînée par Luis Fernandez.

## Matchs

### Premier match
| Match 1           | Assemblée nationale | 1 - 12 | Variétés Club de France                                                                                                   | Stade Émile-Anthoine, Paris         |                                     |
| 11 septembre 2014 | Pablo Rocheteau 49e |        | 17e Pirès · 20e Pirès · 29e André · 34e · 38e · 40e Anderson · 57e · 61e Pirès · 65e · 67e Rocheteau · 68e · 69e Barniaud | Diffuseur : La Chaîne Parlementaire | Diffuseur : La Chaîne Parlementaire |

Composition :
- Gardien : Régis Juanico ;
- Défenseurs : Eduardo Rihan Cypel, Christophe Borgel, Marietta Karamanli, Pierre-Yves Le Borgn' ;
- Milieux : Claude Bartolone, Christian Assaf, Hervé Féron ;
- Attaquants : Pouria Amirshahi, Arnaud Leroy, Alexis Bachelay.

### Deuxième match
| Match 2      | Assemblée nationale | 0 - 4 | Journalistes | Stade Bauer, Saint-Ouen-sur-Seine |
| 17 juin 2015 |                     |       |              |                                   |

### Troisième match
| Match 3                         | Assemblée nationale | match nul | La Poste | Stade Émile-Anthoine, Paris |                           |
| Mercredi 1er juillet 2015 18h00 |                     |           |          | Arbitrage : Bruno Derrien   | Arbitrage : Bruno Derrien |

### Quatrième match
| Match 4                | Assemblée nationale | 1 - 6 | Variétés Club de France                               | Stade Émile-Anthoine, Paris |                   |
| Mardi 8 septembre 2015 |                     |       | Pokora · Pokora · Pokora · Anderson · Anderson · Puel | Spectateurs : 300           | Spectateurs : 300 |

### Cinquième match
| Match 5           | Assemblée nationale | 1 - 10 | Variétés Club de France                                                                                                   |  |  |
| 20 septembre 2016 |                     |        | Franck Peree · Guédé · Billong · Mohamed Amami · Guillaume Sabourin · Yann Ollivier · André · André · Anderson · Anderson |  |  |

Composition :
- Gardiens : Lionel Tardy, François-Michel Lambert ;
- Défenseurs : Régis Juanico, Christophe Cavard.

### Sixième match
| Match 6                 | Assemblée nationale | 2 - 14 | Variétés Club de France | Stade de la Muette, Paris |  |
| 20 septembre 2017 19h00 | Houbron · Taquet    |        |                         |                           |  |

### Septième match
| Match 7           | Assemblée nationale | 0 - 16 | Variétés Club de France | Stade de France, Saint-Denis        |                                     |
| 12 septembre 2018 |                     |        |                         | Diffuseur : La Chaîne Parlementaire | Diffuseur : La Chaîne Parlementaire |

Composition :
- Gardien : Régis Juanico ;
- Défenseurs : Éric Woerth, Sandrine Mazetier, Christophe Borgel, Christophe Cavard ;
- Milieux : Alexis Bachelay, François-Michel Lambert, Gwendal Rouillard ;
- Attaquants : Christian Assaf, Édouard Philippe, Eduardo Rihan Cypel.

### Huitième match
| Match 8                    | Assemblée nationale | 0 - 15 | Variétés Club de France | Stade de la Muette, Paris |  |
| Mercredi 11 septembre 2019 |                     |        | Coquerel ( Pirès) · Pirès · Pirès · Piquionne · Piquionne · Malm · Malm · Cheyrou · Giresse ( Pirès) · Bouabdellah · Bouabdellah · Bouabdellah · Bouabdellah · Mabrouk · Mabrouk |                           |  |

### Neuvième match
| Match 9                       | Assemblée nationale | 1 - 12 | Variétés Club de France | Stade Emile-Anthoine, Paris |  |
| Jeudi 23 septembre 2021 19h00 |                     |        | Mabrouk · Mabrouk · Mabrouk · Mabrouk · Mabrouk · Mabrouk · Vézirian · Kaled Ait Ramdane · Nadir Birem · Bodmer · Bodmer · Jérémy Brahmi |                             |  |

### Dixième match
| Match 10                         | Assemblée nationale   | 2 - 9 | Positive football (UNFP)          | Stade Émile-Anthoine, Paris |  |
| Mercredi 28 septembre 2022 18h30 | Karembeu · Bougheraba |       | Pokora · Pokora · Pokora · Pokora |                             |  |

Composition :
- Gardien : Emmanuel Blairy ;
- Défenseurs : Julien Odoul.

### Onzième match
| Match 11                         | Assemblée nationale | 3 - 5 | 3018 (e-enfance) | Stade Émile-Anthoine, Paris |
| Mercredi 27 septembre 2023 19h00 |                     |       |                  |                             |

## Matchs caritatifs
Diffusé sur LCP, le premier match rapporte 104 500 euros au profit des enfants de l'hôpital Necker. Le quatrième match, 81 500 euros au service d'addictologie de l'hôpital Sainte Anne.
En 2017, le sixième match est au profit du service d'orthopédie et de traumatologie de l'hôpital de la Pitié Salpêtrière,. Il rapporte 35 000 euros.